# Biblioteca del bascófilo
Biblioteca del bascófilo es una obra del historiador Ángel Allende-Salazar y Muñoz de Salazar, publicada por primera vez en 1887.

## Descripción
La obra lleva el subtítulo de «ensayo de un catálogo general, sistemático y crítico de las obras referentes á las provincias de Vizcaya, Guipúzcoa, Álava y Navarra». Premiada por la Biblioteca Nacional de España en el concurso público de 1877, fue impresa diez años después, a expensas del Estado, en la imprenta y fundición de Manuel Tello. La primera edición cuenta con 483 páginas, en las que se ofrece, en palabras del autor, «un Catálogo sistemático y crítico de las obras referentes al pueblo y al país bascongado». Se estiman en más de dos mil. En la introducción, el autor aduce que, con las excepciones del folleto de Nicolás de Soraluce titulado Más biografías y catálogo de obras vasco-navarras y algún otro libro más, existen «escasos antecedentes» de trabajos biobibliográficos sobre las Provincias Vascongadas. «Era ya necesario el dar un paso decisivo en el camino de la formación de una verdadera Bibliografía euskara», apostilla.